# Tradición matrimonial en Azerbaiyán

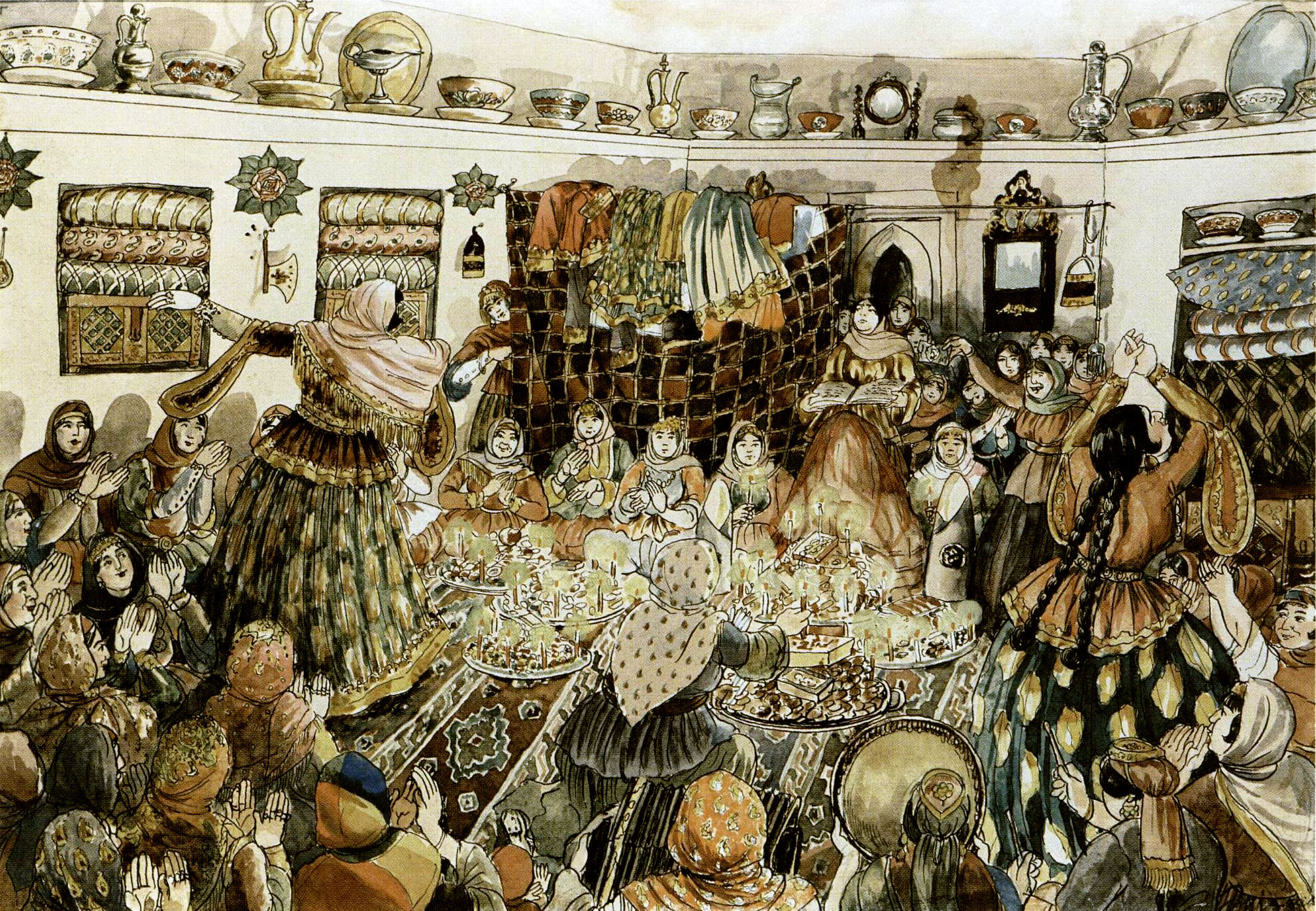
Azim Azimzade. "Boda de mujeres". 1930

La tradición matrimonial en Azerbaiyán (en azerí: Azərbaycanın toy adətləri) es una de las tradiciones familiares más importantes y solemnes de la República de Azerbaiyán. Es una tradición de varios pasos y está relacionada con varios rituales y tradiciones obligatorias. Las antiguas bodas azerbaiyanas reflejan ciclos de tradiciones, duran mucho tiempo y necesitan costos materiales significativos.

## Estructura de la ceremonia
Un procedimiento formal de boda inicia con el consentimiento de los padres de la novia ("söz kəsmək") y continúa después de tomar una decisión independiente sobre el matrimonio.

### Qiz Görmə (Presentación de una joven casable)
Tradiciones como qız görmə (presentación de una joven casable) y qız bəyənmə (aprobación de la elección) son las primeras condiciones de la boda. Los parientes más cercanos del novio, que se reúnen para casarlo, comienzan a recopilar información sobre la novia, sus padres y la familia donde vive.

### Elçilik (Casamentero)

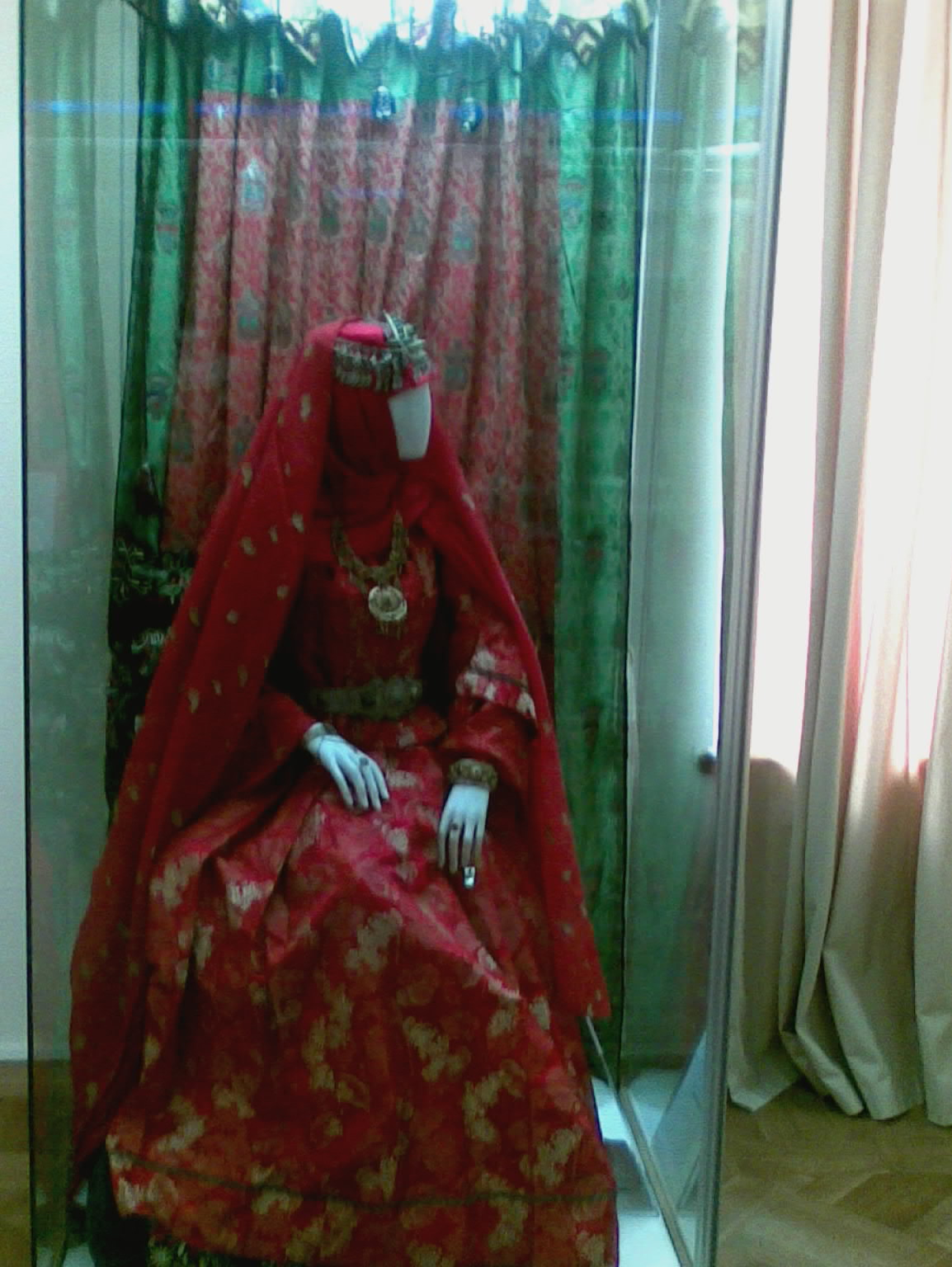
Traje de boda nacional en el Museo Estatal de Historia de Azerbaiyán.

El día para enviar casamenteros a la casa de la novia se fija cuando se aprueba la elección. 
De mayor respeto, los parientes mayores del novio participan en la ceremonia de emparejamiento "principal". Ser rechazado se considera un golpe para el prestigio de los casamenteros. Generalmente, los parientes mayores del novio o su hermana mayor son enviados a la casa de la novia para obtener el consentimiento preliminar. Anteriormente, la tradición requería repetidas "negativas" por una variedad de razones, pero luego se simplificó considerablemente. Esto podría atribuirse a la creencia de que un futuro compañero en la vida debería tener los mismos derechos y que los jóvenes tienen derecho a tomar esta decisión privada. 
Al arreglar el día del emparejamiento, todos intentan elegir un día exitoso, que debería ser uno en que todos los sueños se hagan realidad. Según una antigua creencia, los espíritus malignos bordean el camino de los casamenteros de camino a la casa de la novia, intentando restringir el compromiso, que el casamentero reciba un rechazo y tener que regresar sin el consentimiento. Para contrarrestar esto, la gente colocaba un alfiler en las puertas y paredes de la casa, al que se acercaba el casamentero. Los espíritus malignos, asustados por el alfiler hecho de hierro, no tenían el coraje suficiente para salir de la casa y acompañar al casamentero hasta la casa de la novia.
El emparejamiento es una tradición indispensable incluso cuando la pareja acepta el compromiso.

### Başlığ (Pago)
Azerbaiyán honraba la tradición de pago de "Başlığ", el pago por la novia hecho por la familia del novio a los padres de la joven, específicamente, a su padre u otra persona que la ofrece para el matrimonio. El pago se realizaba en efectivo, ganado u otra riqueza material antes de la boda. Esta tradición se observa en la Azerbaiyán iraní y la República de Azerbaiyán. Fue prohibido en la República de Azerbaiyán durante la era soviética.

### Nişan (compromiso) o Adax (esponsales)

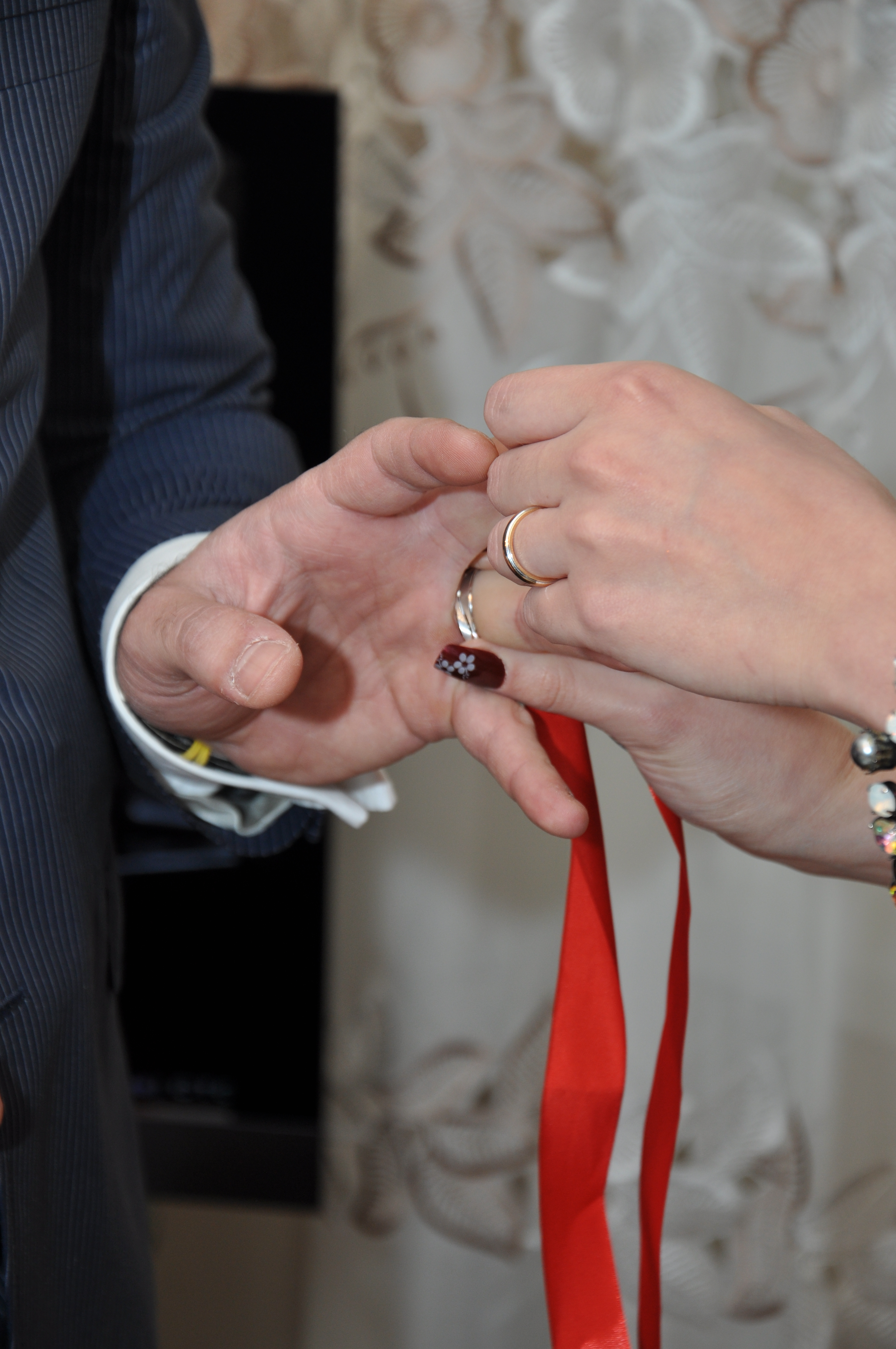
Anillos de compromiso

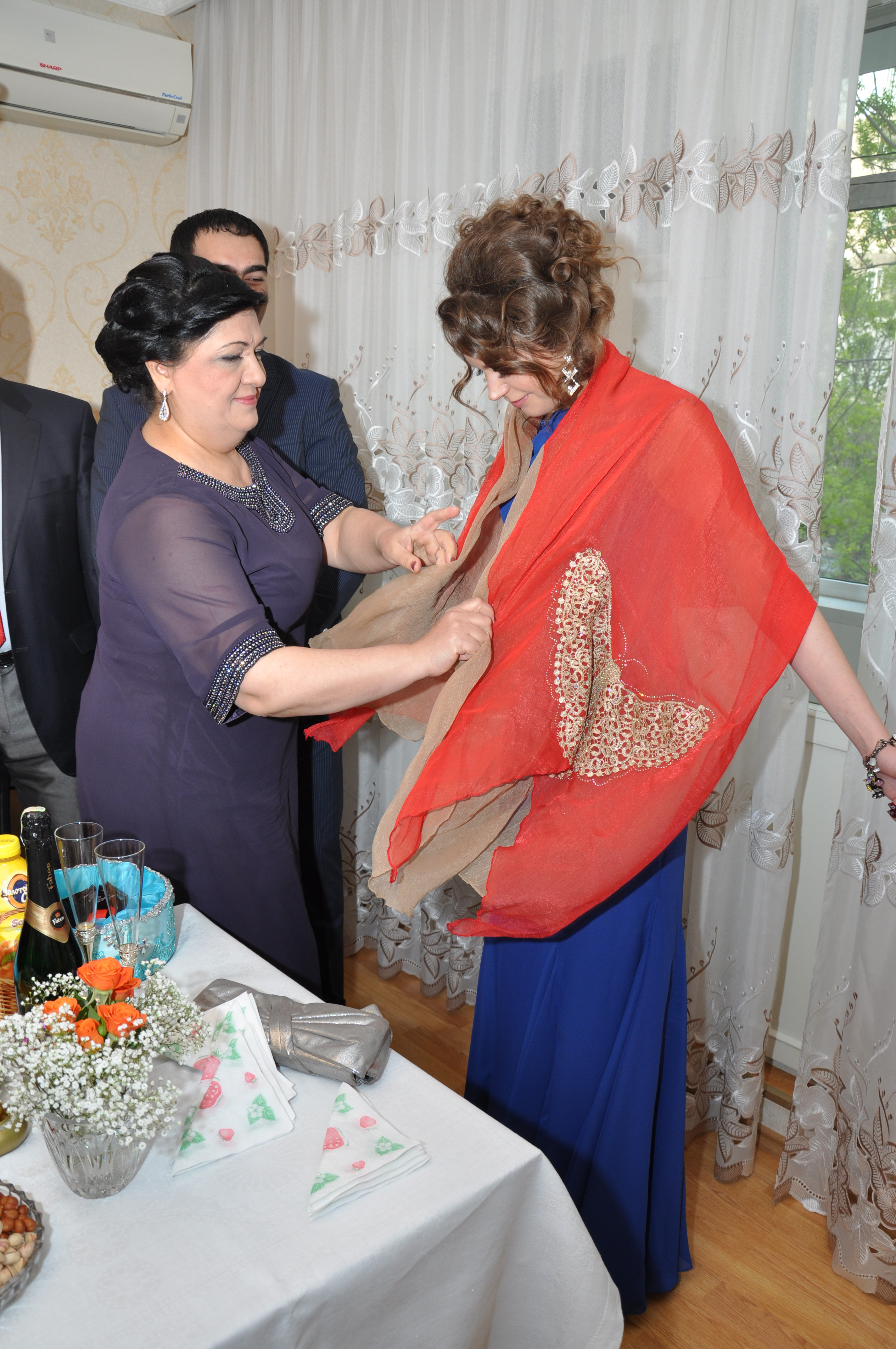
Lanzar un pañuelo rojo alrededor de los hombros de la novia es un atributo de compromiso en Azerbaiyán

El emparejamiento sigue las tradiciones de compromiso. Después de que el padre decide dar a su hija en matrimonio, el novio entretiene a sus nuevos parientes con té y dulces en casa de la novia. En 1908, el proceso de participación de los Shahsevens, un grupo étnico, se describió de la siguiente manera:

Los Shahsevens se casan de acuerdo con las antiguas tradiciones. Si el padre de la joven acepta casarla, entonces, en primer lugar, el novio debe entretener y dar dulces a sus nuevos parientes en la casa de la novia, lo cual es llamado tradición.

El período posterior al compromiso y antes de la boda es el período principal en la vida de una pareja joven. Anteriormente, la duración de esta etapa fue muy significativa, a veces extendiéndose por varios años. Podría ser que la larga duración del compromiso estuvo relacionada con dificultades relacionadas con el bienestar material y las necesidades de preparación para las futuras ceremonias de boda. Posteriormente, este período se acortó de forma significativa.

### Cəhiz (dote)
Después del compromiso o esponsal, la familia de la novia comienza a preparar la cəhiz para la futura vida familiar de su hija. Suele tratarse de todo lo necesario para equipar el nuevo hogar. Por lo general, la familia del novio compra la casa y la familia de la novia compra todos los muebles, equipos de cocina, lavadora, aspiradora y otras cosas necesarias. Es glorioso para la familia de la novia proporcionar una buena dote. Esto se acepta como el último deber de los padres para la vida de sus hijas.

### Kəbin (registro religioso)

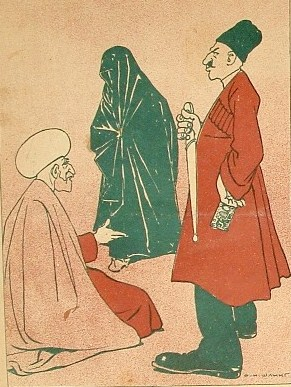
Registro del matrimonio en mulá. Revista Molla Nasraddin (en azerí), publicada entre 1906-1931. Oscar Schmerling

El registro religioso del matrimonio (azerbaiyano: Kəbin Kəsmək) se lleva a cabo varios días antes de la boda con la participación de testigos de ambas partes. Se incluye una suma garantizada ("mehr") en el contrato de matrimonio ("kebin kagizi") (azerbaiyano: Kəbin kağızı). Esta es una cantidad garantizada de dinero para la novia en caso de divorcio o muerte del esposo. La cantidad era cuidadosamente guardada por una mujer casada en el pasado.

### Toy (boda)

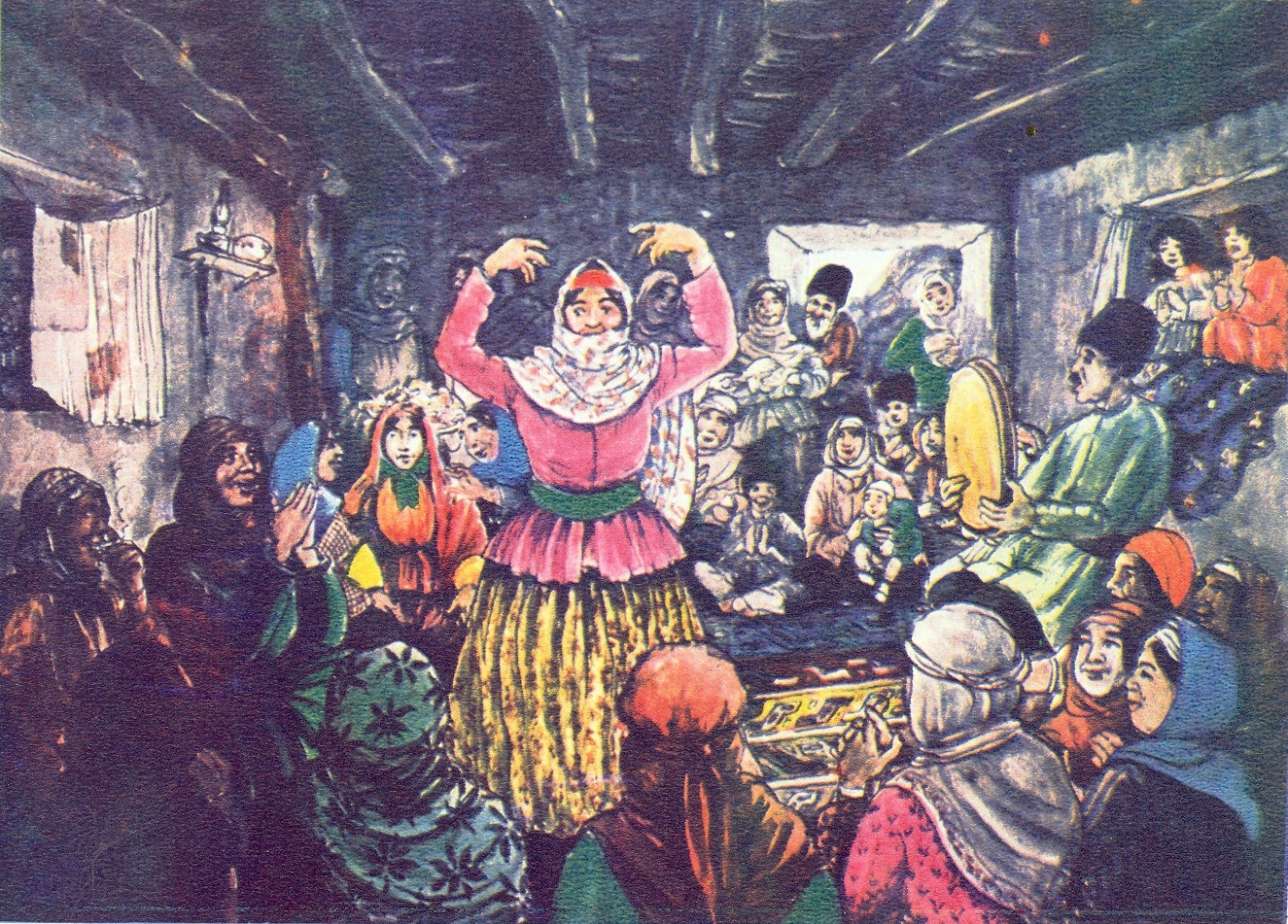
Azim Azimzade. "Boda de los pobres". 1931

Una ceremonia para decorar la casa ("ev bezemek") se lleva a cabo unos días antes de la boda. La ceremonia concluye ese mismo día cuando la dote es llevada a la casa del novio. El objetivo de esta tradición es proporcionar a la joven pareja todas las necesidades al comienzo de su vida juntos, por lo que se incluyen muebles, platos y artículos de utilidad doméstica.
Se distinguen una "boda de niña" (ceremonia de "paltar kesdi") y la llamada "boda de niño". Durante la boda se toca música nacional.

### Xınayaxdı (Noche de henna)
La noche de la boda, en casa de la novia, se celebra una ceremonia de "manchado de henna". Las amigas y familiares más cercanas de la novia están invitadas a este evento. Un grupo de niños y niñas con músicos viene de la casa del novio, sus parientes más cercanos untan henna en los dedos de la novia y le dan regalos. La familia de la novia ofrece una cena formal a los participantes en la ceremonia. La "mancha de henna" tiene diferentes nombres en diferentes distritos de Azerbaiyán: en Shaki, la ceremonia se llama "fiesta de la novia"; en Tovuz es la "demostración de la joven"; en Masalli y Lenkeran se conoce como "reunirse en casa de la joven"; en Guba la referencia es "mancha de henna" y en Absheron es la "henanane". Según la tradición, en la noche de "manchado de henna", el novio va a la casa de la novia por "Toy payi" (porción de boda) y toma ovejas y una gallina, dando regalos y dinero a cambio. Según la tradición, es apropiado el robar del "Toy payi", pero en la década de 1980 la porción de la boda se preparó de antemano y se entregó al novio. A veces los músicos se quedan en la casa de la novia y la alegría y el baile continúan hasta el amanecer.
El segundo día de la boda se celebran bailes en la casa del novio. Celebrar un "gulesh" (espectáculo de lucha libre) era parte del segundo día en algunas aldeas hasta ahora. Ya en la década de 1970, esta tradición existía en todos los pueblos de Azerbaiyán. Luchadores famosos se reunieron para evaluar su poder en la boda. Al final de la boda se envía una caravana a la casa de la novia (hoy en día, un automóvil) para llevarla a casa del novio ("gelin getirme"). En el camino, los niños detienen a la pareja y su caravana para recibir un regalo ("xelet").
Ambas palmas de la novia están atadas con un pañuelo blanco o rojo debajo del cual ponen dinero, tomado por el novio y la tía de la novia. Sus manos se desatan antes de la noche de bodas.

### Uzə Çıxdı (Después de la boda)
Una ceremonia llamada "uze çıxdı", que simboliza el final del período de "ausencia", se celebra unos días después de la boda. En el pasado, según la tradición, la novia no sobrepasaba los límites de una habitación ubicada en el patio durante un mes después de la boda y no hablaba con sus suegros durante una semana. Después de la ceremonia "uze chixdi", los parientes más cercanos de la novia (excepto sus padres) y el novio se reúnen en su casa, saludan a los recién casados y les presentan valiosos regalos o dinero.

## Cambios en la ceremonia de la boda.
A pesar de las antiguas tradiciones, las bodas de Azerbaiyán han sufrido cambios significativos durante las últimas décadas. Ahora es ampliamente aceptado tomar fotos de una pareja joven el día de la boda y que una novia use un vestido de novia blanco. La ocultación estricta de una pareja joven antes de la boda se ha suavizado. El novio, o raramente la novia, puede sentarse en una mesa con invitados. En los últimos años, los novios tuvieron derecho a participar en la ceremonia de compromiso. Estos cambios están notablemente presentes en las bodas de la ciudad. Se espera que los cambios continúen en las bodas de las aldeas en los próximos años. Una de las tendencias modernas es el rechazo de "la boda sin recién casados", una tradición de ocultar a la novia antes de la boda. La duración de la celebración del matrimonio también se ha acortado. Antes una boda podía durar 3 o 7 días, pero ahora dura un día.